# Så kort var den fröjd som i världen jag fann
Så kort var den fröjd som i världen jag fann är en psalm, skriven 1984 av Eva Norberg. Musiken är en folkmelodi från Älvdalen.

## Publicerad i
- 1986 års psalmbok som nr 629 under rubriken "Livets gåva och gräns".
- Psalmer och Sånger 1987 som nr 729 under rubriken "Framtiden och hoppet - Livets gåva och gräns".[1]